# 板岩灰

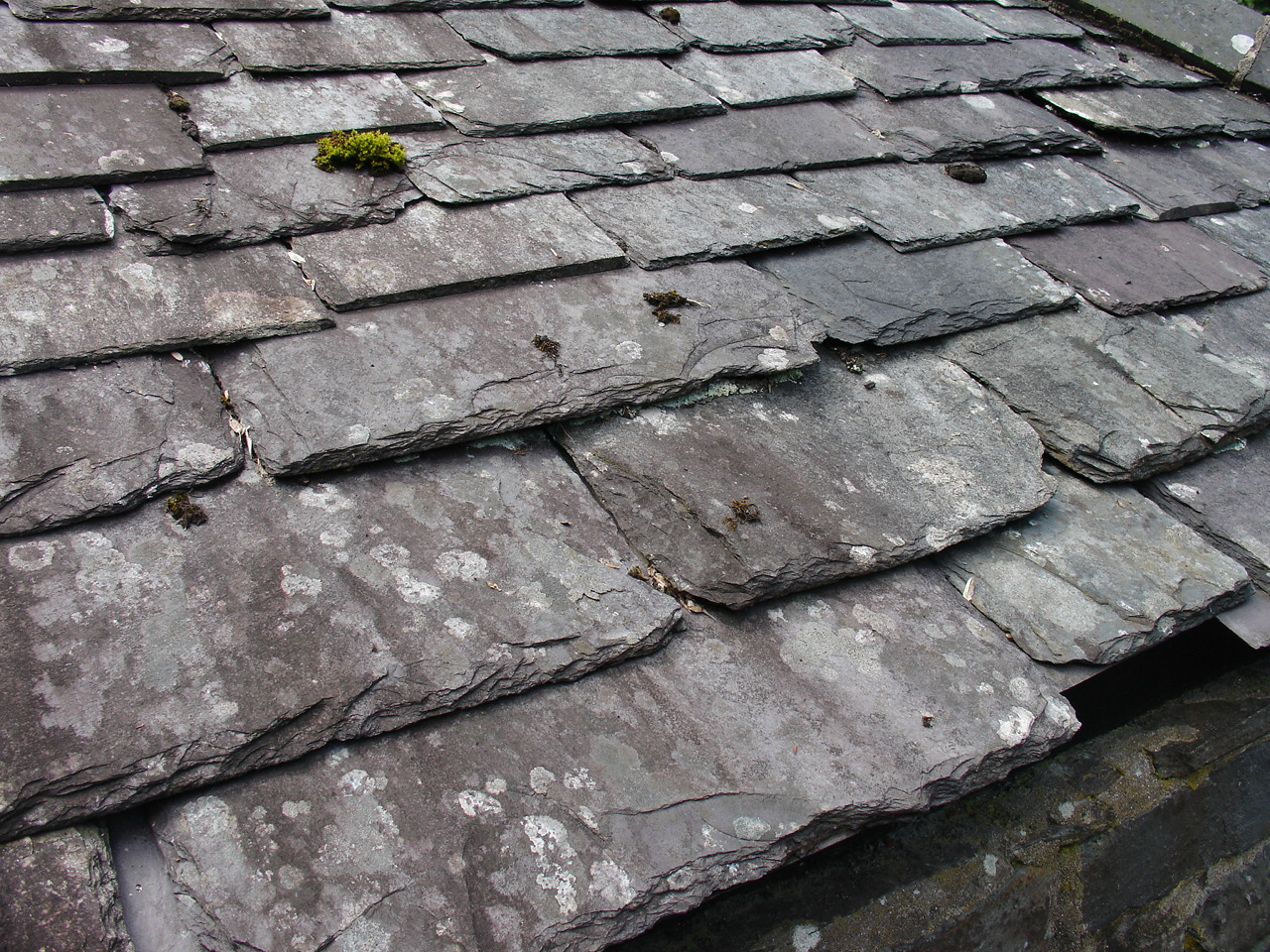
板岩屋顶

板岩灰是一种板岩材料所带的有轻微天蓝色调的灰色。作为第三色，板岩色可由紫色和绿色颜料的等量混合而成。 

## 变体

### 浅板岩灰
右侧显示的颜色为浅石板灰色。

## 应用
电脑

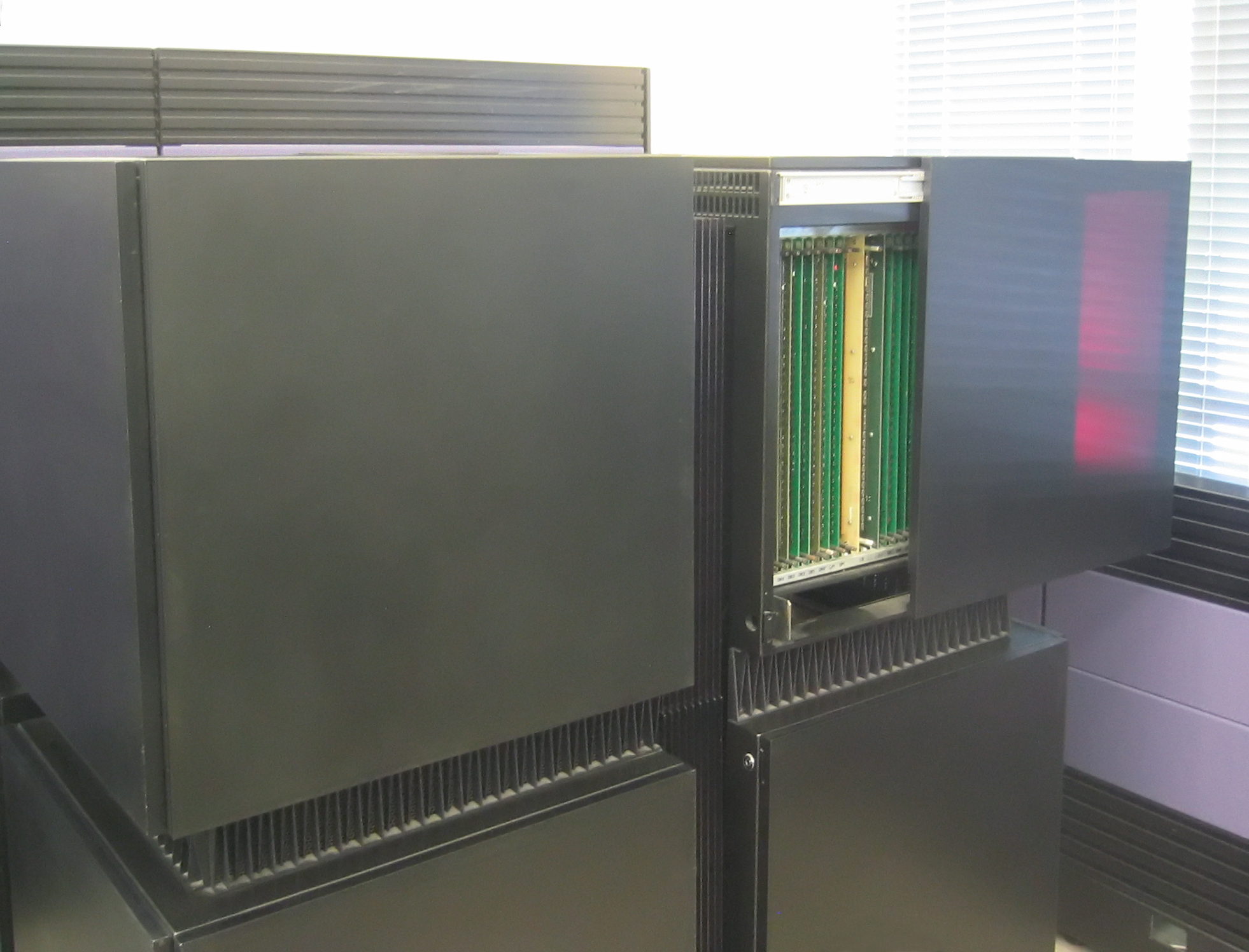
20世纪80年代中期位于加利福尼亚州山景城计算机历史博物馆的超级计算机思维机器 CM-1（连接机）。其中一块面板已被部分移除，以显示内部的电路板。

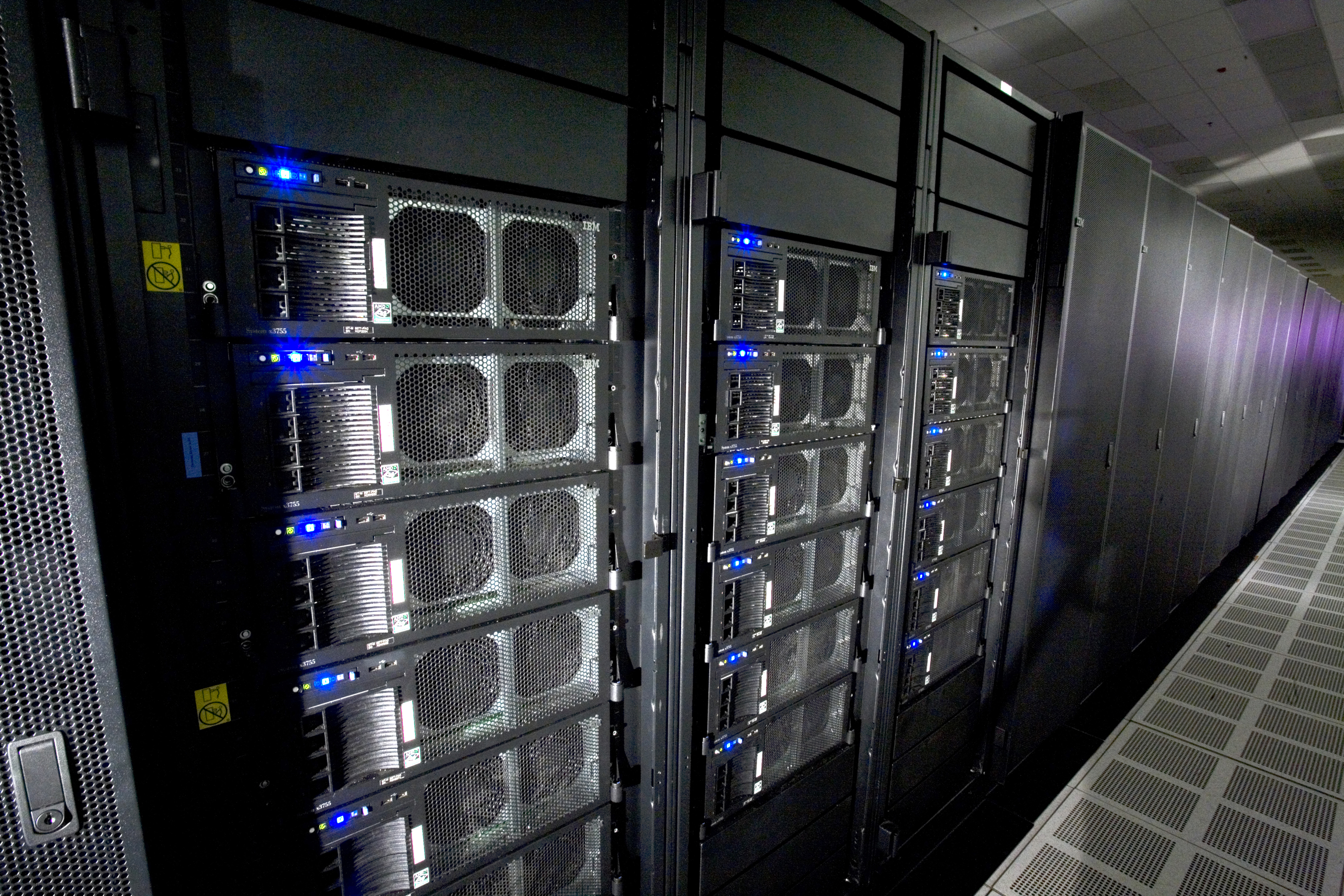
在2008年5月世界上最快的超级计算机 - IBM Roadrunner超级计算机，运行速度为 1.026 PFLOPS

- 超级计算机的外壳通常呈各种深浅的板岩灰色。
- iPhone 5和iPad Mini采用与黑色形成鲜明对比的深石板灰色铝制机身。

运输
- 纽约市地铁S线的符号为板岩灰色

军事

用于三个纽约市地铁班车的地铁班车子弹头标志。

- 第二次世界大战中的舰队航空队名为“温带日计划”飞机的顶部的涂装为深板岩覆盖在超深海灰色，底部涂装为天空色。